# Single numer jeden w roku 2009 (Japonia)
Notowanie Weekly Singles Chart (jap. 週間シングルチャート Shūkan Shinguru Chāto) przedstawia najlepiej sprzedające się single w Japonii. Publikowane jest ono przez magazyn Oricon Style, a dane kompletowane są przez Oricon w oparciu o cotygodniowe wyniki sprzedaży fizycznej singli. Poniżej znajdują się tabele prezentujące najpopularniejsze single w danych tygodniach w roku 2009.
Notowanie Billboard Japan Hot 100 przedstawia najpopularniejsze single w Japonii. Publikowane jest ono przez magazyn Billboard i Hanshin Contents Link, a dane kompletowane są w oparciu o sprzedaż CD singli (udostępniane przez SoundScan Japan) oraz częstotliwość emitowania piosenek na antenach japońskich stacji radiowych (udostępniane przez firmę Plantech).

## Oricon Weekly Singles Chart
| Data            | Singel                                                                                         | Wykonawca                          | Źródło |
| --------------- | ---------------------------------------------------------------------------------------------- | ---------------------------------- | ------ |
| 5 stycznia      | wstrzymanie publikacji                                                                         | wstrzymanie publikacji             |        |
| 12 stycznia     | „stay with me”                                                                                 | Kumi Kōda                          | [ 1 ]  |
| 19 stycznia     | „Ai Kakumei” (jap. 愛・革命)                                                                   | Hideaki Takizawa                   | [ 2 ]  |
| 26 stycznia     | „Ai no mama de” (jap. 愛のままで…)                                                             | Junko Akimoto                      | [ 3 ]  |
| 2 lutego        | „Bolero/Kiss The Baby Sky/Wasurenaide” (jap. Bolero/Kiss The Baby Sky/忘れないで)              | Tōhōshinki                         | [ 4 ]  |
| 9 lutego        | „Yakusoku” (jap. 約束)                                                                         | KinKi Kids                         | [ 5 ]  |
| 16 lutego       | „Rōkyoku ichidai” (jap. 浪曲一代)                                                              | Kiyoshi Hikawa                     | [ 6 ]  |
| 23 lutego       | „ONE DROP”                                                                                     | KAT-TUN                            | [ 7 ]  |
| 2 marca         | „milk/Nageki no Kiss” (jap. milk/嘆きのキス)                                                   | aiko                               | [ 8 ]  |
| 9 marca         | „Rule/Sparkle”                                                                                 | Ayumi Hamasaki                     | [ 9 ]  |
| 16 marca        | „Believe/Kumorinochi, kaisei” (jap. Believe/曇りのち、快晴)                                    | Arashi starring Satoshi Ōno        | [ 10 ] |
| 23 marca        | „RESCUE”                                                                                       | KAT-TUN                            | [ 11 ] |
| 30 marca        | „WILD/Dr.”                                                                                     | Namie Amuro                        | [ 12 ] |
| 6 kwietnia      | „One Room Disco” (jap. ワンルーム・ディスコ)                                                   | Perfume                            | [ 13 ] |
| 13 kwietnia     | „It’s all Love!”                                                                               | Kumi Kōda × misono                 | [ 14 ] |
| 20 kwietnia     | „Sora ~ Utsukushi ware no sora” (jap. 空 〜美しい我の空)                                       | Tsuyoshi                           | [ 15 ] |
| 27 kwietnia     | „THE MONSTER ~Someday~”                                                                        | Exile                              | [ 16 ] |
| 4 maja          | „Share The World/We Are!” (jap. Share The World/ウィーアー!)                                   | Tōhōshinki                         | [ 17 ] |
| 11 maja         | „Koi no ABO” (jap. 恋のABO)                                                                    | NEWS                               | [ 18 ] |
| 18 maja         | „Sha La La/Mugen no hane” (jap. シャ・ラ・ラ/無限の羽)                                         | Hideaki Takizawa                   | [ 19 ] |
| 25 maja         | „Shōganai Yume oibito” (jap. しょうがない 夢追い人)                                            | Morning Musume.                    | [ 20 ] |
| 1 czerwca       | „Keshin” (jap. 化身)                                                                           | Masaharu Fukuyama                  | [ 21 ] |
| 8 czerwca       | „Ashita no kioku/Crazy Moon ~Kimi wa muteki~” (jap. 明日の記憶/Crazy Moon〜キミ・ハ・ムテキ〜) | Arashi                             | [ 22 ] |
| 15 czerwca      | „again”                                                                                        | YUI                                | [ 23 ] |
| 22 czerwca      | „Infinity”                                                                                     | Girl Next Door                     | [ 24 ] |
| 29 czerwca      | „Spirit” (jap. スピリット)                                                                     | V6                                 | [ 25 ] |
| 6 lipca         | „Tanpopo/Kaizokusen/Sono kobushi” (jap. たんぽぽ/海賊船/其の拳)                                | Yūsuke                             | [ 26 ] |
| 13 lipca        | „Everything”                                                                                   | Arashi                             | [ 27 ] |
| 20 lipca        | „Tanabata matsuri” (jap. 七夕祭り)                                                             | Tegomass                           | [ 28 ] |
| 27 lipca        | „Akuma na koi/NYC” (jap. 悪魔な恋/NYC)                                                         | Yūma Nakayama w/B.I.Shadow/NYCboys | [ 29 ] |
| 3 sierpnia      | „THE HURRICANE ~FIREWORKS~”                                                                    | Exile                              | [ 30 ] |
| 10 sierpnia     | „Ayakashi” (jap. 妖 〜あやかし〜)                                                              | Kōichi Dōmoto                      | [ 31 ] |
| 17 sierpnia     | „Ichibu to zenbu/DIVE” (jap. イチブトゼンブ/DIVE)                                              | B’z                                | [ 32 ] |
| 24 sierpnia     | „Sunrise/Sunset ~LOVE is ALL~”                                                                 | Ayumi Hamasaki                     | [ 33 ] |
| 31 sierpnia     | „Tokimeki no Ruma” (jap. ときめきのルンバ)                                                     | Kiyoshi Hikawa                     | [ 34 ] |
| 7 września      | „Sotto kyutto/Super Star★” (jap. そっと きゅっと/スーパースター★)                              | SMAP                               | [ 35 ] |
| 14 września     | „GUILTY”                                                                                       | V6                                 | [ 36 ] |
| 21 września     | „RAIN”                                                                                         | Tsuyoshi Dōmoto                    | [ 37 ] |
| 28 września     | „Alive/Physical thing”                                                                         | Kumi Kōda                          | [ 38 ] |
| 5 października  | „Hikari hitotsu” (jap. ヒカリひとつ)                                                           | Hideaki Takizawa                   | [ 39 ] |
| 12 października | „COLORS ~Melody and Harmony~/Shelter”                                                          | JEJUNG & YUCHUN (from Tōhōshinki)  | [ 40 ] |
| 19 października | „It’s all too much/Never say die”                                                              | YUI                                | [ 41 ] |
| 26 października | „MY LONELY TOWN”                                                                               | B’z                                | [ 42 ] |
| 2 listopada     | „RIVER”                                                                                        | AKB48                              | [ 43 ] |
| 9 listopada     | „Swan Song” (jap. スワンソング)                                                                | KinKi Kids                         | [ 44 ] |
| 16 listopada    | „Kyū☆Jō☆Show!!” (jap. 急☆上☆Show!!)                                                            | Kanjani ∞                          | [ 45 ] |
| 23 listopada    | „My Girl” (jap. マイガール)                                                                    | Arashi                             | [ 46 ] |
| 30 listopada    | „Loveless”                                                                                     | Tomohisa Yamashita                 | [ 47 ] |
| 7 grudnia       | „BANDAGE”                                                                                      | LANDS                              | [ 48 ] |
| 14 grudnia      | „Nōdōteki sanpunkan” (jap. 能動的三分間)                                                       | Tokyo Jihen                        | [ 49 ] |
| 21 grudnia      | „Kimi ni sayonara o” (jap. 君にサヨナラを)                                                     | Keisuke Kuwata                     | [ 50 ] |
| 28 grudnia      | „Hatsukoi” (jap. はつ恋)                                                                       | Masaharu Fukuyama                  | [ 51 ] |

## BillboardJapan Hot 100
| Data            | Utwór                                                | Wykonawca                            | Źródło  |
| --------------- | ---------------------------------------------------- | ------------------------------------ | ------- |
| 5 stycznia      | „stay with me”                                       | Kumi Kōda                            | [ 52 ]  |
| 12 stycznia     | wstrzymanie publikacji                               | wstrzymanie publikacji               |         |
| 19 stycznia     | „Yume no tsubomi” (jap. 夢の蕾)                      | Remioromen                           | [ 53 ]  |
| 26 stycznia     | „Velonica”                                           | Aqua Timez                           | [ 54 ]  |
| 2 lutego        | „Free (singel Mao Abe)” (jap. ふりぃ)                | Mao Abe                              | [ 55 ]  |
| 9 lutego        | „Yakusoku” (jap. 約束)                               | KinKi Kids                           | [ 56 ]  |
| 16 lutego       | „WAO!”                                               | Unicorn                              | [ 57 ]  |
| 23 lutego       | „ONE DROP”                                           | KAT-TUN                              | [ 58 ]  |
| 2 marca         | „milk”                                               | aiko                                 | [ 59 ]  |
| 9 marca         | „Rule”                                               | Ayumi Hamasaki                       | [ 60 ]  |
| 16 marca        | „Believe”                                            | Arashi                               | [ 61 ]  |
| 23 marca        | „RESCUE”                                             | KAT-TUN                              | [ 62 ]  |
| 30 marca        | „WILD”                                               | Namie Amuro                          | [ 63 ]  |
| 6 kwietnia      | „One Room Disco” (jap. ワンルーム・ディスコ)         | Perfume                              | [ 64 ]  |
| 13 kwietnia     | „It’s all Love!”                                     | Kumi Kōda × misono                   | [ 65 ]  |
| 20 kwietnia     | „Niji” (jap. 虹)                                     | Kobukuro                             | [ 66 ]  |
| 27 kwietnia     | „Someday”                                            | Exile                                | [ 67 ]  |
| 4 maja          | „Aitai” (jap. 逢いたい)                              | Yuzu                                 | [ 68 ]  |
| 11 maja         | „Koi no ABO” (jap. 恋のABO)                          | NEWS                                 | [ 69 ]  |
| 18 maja         | „Ashita ga kurunara” (jap. 明日がくるなら)           | JUJU with JAY'ED                     | [ 70 ]  |
| 25 maja         | „Love Forever”                                       | Miliyah Katō×Shōta Shimizu           | [ 71 ]  |
| 1 czerwca       | „Keshin” (jap. 化身)                                 | Masaharu Fukuyama                    | [ 72 ]  |
| 8 czerwca       | „Ashita no kioku” (jap. 明日の記憶)                  | Arashi                               | [ 73 ]  |
| 15 czerwca      | „again”                                              | YUI                                  | [ 74 ]  |
| 22 czerwca      | „Haruka” (jap. 遥か)                                 | GReeeeN                              | [ 75 ]  |
| 29 czerwca      | „Spirit” (jap. スピリット)                           | V6                                   | [ 76 ]  |
| 6 lipca         | „Tanpopo” (jap. たんぽぽ)                            | Yūsuke                               | [ 77 ]  |
| 13 lipca        | „Everything”                                         | Arashi                               | [ 78 ]  |
| 20 lipca        | „Tanabata matsuri” (jap. 七夕祭り)                   | Tegomass                             | [ 79 ]  |
| 27 lipca        | „STAY”                                               | Kobukuro                             | [ 80 ]  |
| 3 sierpnia      | „FIREWORKS”                                          | Exile                                | [ 81 ]  |
| 10 sierpnia     | „Ayakashi” (jap. 妖 〜あやかし〜)                    | Kōichi Dōmoto                        | [ 82 ]  |
| 17 sierpnia     | „Ichibu to zenbu” (jap. イチブトゼンブ)              | B’z                                  | [ 83 ]  |
| 24 sierpnia     | „Ichibu to zenbu” (jap. イチブトゼンブ)              | B’z                                  | [ 84 ]  |
| 31 sierpnia     | „Yume o arigatō” (jap. 夢をアリガトウ)               | Yūko Hara                            | [ 85 ]  |
| 7 września      | „Sotto kyutto” (jap. そっと きゅっと)                | SMAP                                 | [ 86 ]  |
| 14 września     | „Niji” (jap. 虹)                                     | Yuzu                                 | [ 87 ]  |
| 21 września     | „Sono saki e” (jap. その先へ)                        | Dreams Come True feat. Fuzzy Control | [ 88 ]  |
| 28 września     | „The Girl” (jap. ザ・ガールズ)                       | Mika                                 | [ 89 ]  |
| 5 października  | „YELL”                                               | Ikimonogakari                        | [ 90 ]  |
| 12 października | „COLORS ~Melody and Harmony~/Shelter”                | JEJUNG & YUCHUN (from Tōhōshinki)    | [ 91 ]  |
| 19 października | „It’s all too much”                                  | YUI                                  | [ 92 ]  |
| 26 października | „MY LONELY TOWN”                                     | B’z                                  | [ 93 ]  |
| 2 listopada     | „Boku wa kimi ni koi o suru” (jap. 僕は君に恋をする) | Ken Hirai                            | [ 94 ]  |
| 9 listopada     | „Swan Song” (jap. スワンソング)                      | KinKi Kids                           | [ 95 ]  |
| 16 listopada    | „Kyū☆Jō☆Show!!” (jap. 急☆上☆Show!!)                  | Kanjani ∞                            | [ 96 ]  |
| 23 listopada    | „My Girl” (jap. マイガール)                          | Arashi                               | [ 97 ]  |
| 30 listopada    | „Loveless”                                           | Tomohisa Yamashita                   | [ 98 ]  |
| 7 grudnia       | „BANDAGE”                                            | LANDS                                | [ 99 ]  |
| 14 grudnia      | „Nōdōteki sanpunkan” (jap. 能動的三分間)             | Tokyo Jihen                          | [ 100 ] |
| 21 grudnia      | „Kimi ni sayonara o” (jap. 君にサヨナラを)           | Keisuke Kuwata                       | [ 101 ] |
| 28 grudnia      | „Hatsukoi” (jap. はつ恋)                             | Masaharu Fukuyama                    | [ 102 ] |